# Hoài Đức, Lâm Đồng
Hoài Đức là một xã thuộc tỉnh  Lâm Đồng, Việt Nam.
Xã Hoài Đức được thành lập ngày 16 tháng 6 năm 2025 theo Nghị quyết số 1656/NQ-UBTVQH15  của Ủy ban Thường vụ Quốc hội  trên cơ sở sáp nhập  toàn bộ diện tích tự nhiên, quy mô dân số của thị trấn Đức Tài, xã Đức Tín và xã Đức Hạnh, huyện Đức Linh, tỉnh Bình Thuận . Xã này chính thức hoạt động từ ngày 01 tháng 7 năm 2025.